# Daniel Segovia
Daniel Lucas Segovia (* 23. Mai 1985 in Madrid) ist ein spanischer Fußballspieler.

## Karriere
Segovia begann seine Karriere bei CD Dosa und wechselte in die Jugendabteilung von Rayo Vallecano. In der Saison 2004/05 kam er dort das erste Mal in der ersten Mannschaft zum Einsatz. In der Saison 2006/07 war er an CF Fuenlabrada ausgeliehen. 2007 verließ er Rayo Vallecano und heuerte bei der zweiten Mannschaft von Real Saragossa an. Nach einem Leihgeschäft mit FC Algeciras und den Wechseln zu Club Atletico de Pinto, UB Conquense und Club Deportivo Atlético Baleares kam er nach Österreich und wechselte zum Zweitligisten SKN St. Pölten.
Sein Debüt bei den Niederösterreichern gab er am 12. Juli 2011, als er beim Spiel gegen den Wolfsberger AC in der 70. Minute für Arno Kozelsky eingewechselt wurde. Nach eineinhalb Jahren in Sankt Pölten wechselte er im Januar 2013 zum Bundesligisten FC Admira Wacker Mödling.
Der Stürmer gab sein Debüt in der höchsten österreichischen Spielklasse am 16. Februar 2013 gegen den SC Wiener Neustadt, als er in der 54. Minute für Bernhard Schachner eingewechselt wurde. Das Spiel endete mit einer 1:2-Niederlage. Seine ersten beiden Bundesligatreffer erzielte er beim 4:3-Erfolg gegen den FC Wacker Innsbruck am 13. April 2013.
Im letzten Saisonspiel 2013 schoss Segovia den Siegtreffer zum 1:0-Sieg gegen den SV Mattersburg und sicherte der Admira damit den Klassenerhalt.
Anschließend wechselte der Angreifer zum Ligakonkurrenten Wolfsberger AC, mit Juli 2014 kehrte er zum SKN St. Pölten zurück.
2016 konnte er mit dem SKN St. Pölten in die Bundesliga aufsteigen. Im Januar 2017 verließ er den SKN St. Pölten, nachdem er sich mit seinem Teamkollegen Alhassane Keita in einem Testspiel um einen Elfmeter geprügelt hatte.
Im Februar 2017 wechselte er nach Aserbaidschan zu Neftçi Baku.